# James Kelway
James Kelway (2 de noviembre de 1815, - 17 de mayo de 1899, Londres) fue un botánico inglés, y destacado horticultor.

## Biografía
En 1851, fundó Kelways Nursery, en Langport, especialista en el cultivo de peonías, gladiolos, delfinias. Su flor favorita era el gladiolo, así nombró a su propia casa "Villa Gladioli". Y también criaba y vendía semillas de hortalizas; empresa que quebró después de invertir en EE. UU. y golpeado por la depresión de los años treinta.
Se asocia a la Sociedad linneana de Londres en 1842, y será bibliotecario de esa sociedad de 1842 a 1880.

## Honores

### Eponimia
Especies
- (Asteraceae) Anthemis kelwayi hort. ex L.H.Bailey & N.Taylor[5]

## Fuente
- Ray Desmond. 1994. Dictionary of British & Irish Botanists & Horticulturists including Plant Collectors, Flower Painters & Garden Designers. Taylor & Francis & The Natural History Museum (Londres).